# Высшая лига КВН 2021
Сезон Высшей лиги КВН 2021 года — 35-й сезон с возрождения телевизионного КВН в 1986 году, прошёл в год 60-летия Клуба весёлых и находчивых.
В 2021 году в редакторском составе вновь произошли изменения. Свою работу в «АМиК» завершил Дмитрий Шпеньков, который редактировал Высшую лигу с 2012 года. На своих местах остались Михаил Марфин и Евгений Донских, к ним присоединились Владимир Тарарыкин (чемпион 2009 года в составе команды «ПриМа»), Олег Валенцов (редактор структуры лиг Москвы и Подмосковья) и Сангаджи Тарбаев (чемпион сезона 2006 в составе команды РУДН), который оставил пост постоянного представителя Калмыкии в Москве.
Ещё до фестиваля в Сочи полуфиналисты сезона — команды «Станция Динамо» (Москва) и «Громокошки» (Липецк), заявили о распаде. Бронзовые призёры из Снежногорска заявили об уходе из КВН на финале Высшей лиги. Некоторые команды, выступившие неудачно в предыдущем сезоне также решили не продолжать играть, и не приехали на фестиваль. Уже по итогам первого тура шансов на участие в сезоне лишилась долгоиграющая самарская команда «Волжане» (полуфиналисты сезона 2019), которая всё же выступила во втором туре, но с прощальным выступлением. По итогам второго тура в Высшую лигу не попали «Такая история» (Орёл) и «Рязанский проспект» (Москва). Обе команды завершили сезон 2020 на этапе 1/8-й финала, и продолжили играть в других лигах — «Историки» стали чемпионами Международной лиги (второй раз), а «Рязанка» играла в специальном турнире Лиги Москвы и Подмосковья (в котором все команды дошли до финала). По итогам фестиваля, орловская команда не попала ни в одну телелигу, а москвичи были отправлены обратно в Премьер-лигу, где они уже играли в сезонах 2018 и 2019.
Из-за пандемии COVID-19 фестиваль «КиВиН 2021» состоялся не в январе, как обычно, а в марте, и начало сезона Высшей лиги было также отложено до апреля. Три участника сезона были определены заранее — это чемпионы Премьер-лиги, команда КВН «Росы»; команда РЭУ имени Плеханова «Улица Плеханова», получившая место в Высшей лиге, выиграв кубок на Спецпроекте 2020 года; а также «Дети Тьюринга» — команда, которая выиграла 1/8-ю финала сезона 2020, однако была вынуждена отказаться от дальнейшего участия из-за того, что четвертьфинальные игры проходили в Крыму.
На фестивале КВН в Сочи было принято решение расширить Высшую лигу до 25 команд. Таким образом, сезон 2021 установил новый рекорд по количеству участников, а также по количеству дебютантов — их оказалось семнадцать. Все они команды-выпускники Премьер, Первой и Международной лиг, за исключением трёх: женская сборная РУДН «RUDN United» попала в Высшую лигу из Юго-Западной, а Сборная Пермского края и «Неудержимый Джо» — совершенно новые команды, и если первая сборная состоит в основном из участников нетелевизионных лиг, то в состав второй вошли КВНщики из известных команд Высшей лиги, такие как «Парапапарам», «Борцы», Сборная города Мурманска и «Планета Сочи» — объединяет их то, что все они не были чемпионами Высшей лиги. Ещё одна сборная КВНщиков — «Город N», представляла Челябинск; в 2020 году эта команда выиграла Первую лигу, и по итогам фестиваля, попала напрямую в Высшую, как и ещё один чемпион — «Северяне» из города Нягань.
Ещё один выпускник Первой лиги — «ИП Бондарев» из города Надым (ЯНАО), является новым проектом КВНщиков, раньше игравших за Сборную Ямала — команду, которая должна была играть в Высшей лиге ещё в 2016 году в качестве победителей турнира «Дорога в Высшую лигу», но в итоге из-за слабого и неубедительного выступления в Сочи была лишена этого права.
Второй раз подряд в Высшую лигу попали две команды из Республики Беларусь, и впервые в сезон были приглашены две команды из Подмосковья, две команды с Дальнего Востока (одна из Владивостока и одна из Хабаровска), а также две команды из Ростова-на-Дону — «Семейные штучки» и «Флэш-Рояль». Обе команды сыграли по несколько сезонов в Премьер-лиге до попадания в Высшую лигу: «Семейные штучки» выступали под названием «19:30», а на фестивале в Сочи представили новый «семейный» формат команды под новым названием (один из участников команды — полуторагодовалый ребёнок); «Флэш-Рояль» играли в Премьер-лиге в сезонах 2017 и 2019, и оба раза не попадали ни в одну телелигу на следующий год. Сезон 2020 команда решила провести в Лиге Москвы и Подмосковья, где был организован специальный турнир с участием команд Высшей и Премьер-лиг.
В сезоне 2021 впервые сыграли команды КВН из Клина, Королёва, Надыма, Тулы и Светлого. Впервые с 1990 года в Высшую лигу попала команда из Нижнего Новгорода.
Изначально планировалось сыграть сезон 2021 по схеме предыдущего: пять игр 1/8-й финала, три четвертьфинала, два полуфинала, утешительная игра за Кубок мэра Москвы и место в финале, и финал; но после четвертьфиналов председатель жюри Константин Эрнст попросил добрать три команды и добавить к полуфинальному этапу ещё одну игру. Таким образом, сезон 2021 также побил рекорд по количеству игр: с учётом утешительного полуфинала, их было 13.
В итоге до финала дошло пять команд: три победителя полуфиналов — «Неудержимый Джо», Сборная Пермского края и «Имени меня»; обладатели Кубка мэра Москвы — «Юра»; а также команда «Доктор Хаусс», прошедшая добором. Таким образом, финал 2021 стал первым с участием трёх команд-дебютантов, и первым с 2005 года с участием белорусской команды. Чемпионство поделили две сборные КВНщиков, не игравшие до этого сезона в таких составах ни одной игры — «Неудержимый Джо» и Сборная Пермского края; серебряные медали завоевала команда «Имени меня», а бронзу получили могилёвцы.

## Состав
Для участия в сезоне были приглашены следующие 25 команд КВН:
1. RUDN United (Москва) — чемпионы Юго-Западной лиги
2. Флэш-Рояль (Ростов-на-Дону[комм 1]) — чемпионы специального турнира Лиги Москвы и Подмосковья
3. Девчонки (Клин) — финалисты Международной лиги
4. Красный лис (Владивосток) — финалисты Международной лиги
5. Уже не дети (Светлый) — чемпионы Международной лиги
6. ИП Бондарев (Надым) — финалисты Первой лиги
7. Пал Палыч (Хабаровск) — финалисты Первой лиги
8. Северяне (Нягань) — чемпионы Первой лиги
9. Город N (Челябинск) — чемпионы Первой лиги
10. Семейные штучки (Ростов-на-Дону) — полуфиналисты Премьер-лиги (выступали под названием «19:30»)
11. Сборная бывших (Тула) — финалисты Премьер-лиги
12. Имени меня (Королёв) — финалисты Премьер-лиги
13. Сборная молодых учёных (Москва[комм 2]) — финалисты Премьер-лиги
14. Улица Плеханова (Москва) — финалисты Премьер-лиги, обладатели малого Кубка мэра Москвы
15. Росы (Нижний Новгород) — чемпионы Премьер-лиги (выступали под названием «Вологодские росы»)
16. Сборная Пермского края (Пермь) — новая сборная пермских КВНщиков
17. Неудержимый Джо (Москва[комм 3]) — новая сборная КВНщиков Высшей лиги
18. Дети Тьюринга (Минск) — второй сезон в Высшей лиге, финалисты специального турнира Лиги Москвы и Подмосковья
19. Я обиделась (Новосибирск[комм 4]) — второй сезон в Высшей лиге
20. Юра (Москва) — второй сезон в Высшей лиге, финалисты Международной лиги
21. Армянская сборная (Москва) — второй сезон в Высшей лиге
22. Доктор Хаусс (Могилёв) — второй сезон в Высшей лиге
23. G-Drive (Москва[комм 3][комм 5]) — третий сезон в Высшей лиге
24. Михаил Дудиков (Ставрополь) — третий сезон в Высшей лиге
25. Полуостров (Симферополь) — второй сезон в Высшей лиге

Чемпионами сезона стали две команды — Сборная Пермского края и «Неудержимый Джо».

## Игры

### ⅛ финала
Первая ⅛ финала
- Дата игры: 13 апреля (эфир: 17 апреля)[19]
- Команды: Неудержимый Джо (Москва), Я обиделась (Новосибирск), ИП Бондарев (Надым), Красный лис (Владивосток), Семейные штучки (Ростов-на-Дону)
- Жюри: Александр Ревва, Валерий Меладзе, Константин Эрнст, Дмитрий Хрусталёв, Ольга Бузова[20], Юлий Гусман
- Конкурсы: Приветствие, Ситуационная разминка, Музыкальное домашнее задание

| Команда         | Приветствие | Разминка | общий | МДЗ | Итого |
| --------------- | ----------- | -------- | ----- | --- | ----- |
| Неудержимый Джо | 4,8         | 4,5      | 9,3   | 5   | 14,3  |
| Я обиделась     | 4           | 4        | 8     | 4,7 | 12,7  |
| ИП Бондарев     | 4,8         | 4,7      | 9,5   | 5   | 14,5  |
| Красный лис     | 4           | 4,3      | 8,3   | 5   | 13,3  |
| Семейные штучки | 5           | 4,3      | 9,3   | 4,5 | 13,8  |

Результат игры:
1. ИП Бондарев
2. Неудержимый Джо
3. Семейные штучки
4. Красный лис
5. Я обиделась

- В состав сборной «Неудержимый Джо» вошли представители следующих команд КВН: «Парапапарам» (Москва), «Борцы» (Сургут), «Будем дружить семьями» (Москва), Сборная города Мурманска, Сборная Снежногорска, «Планета Сочи», «Радио Свобода» (Ярославль), Сборная Забайкальского края (Чита).
- В выступлениях команд на этой игре также появлялись КВНщики из предыдущих сезонов: команде «Красный лис» помогал Александр Мадич (Сборная Владивостока), за команду «Я обиделась» выступили Александр Коптель и Максим Аникин («СТЭПиКо»). Не присутствовали на игре, но появились в видео, снятых командами Семён Слепаков (в приветствии команды «Неудержимый Джо») и Пелагея (в МДЗ «Я обиделась»). Также в домашнем задании команды «Я обиделась» было показано видео с участием Алексея Ягудина.

Вторая ⅛ финала
- Дата игры: 15 апреля (эфир: 15 мая)[21]
- Команды: Уже не дети (Светлый), Юра (Москва), Пал Палыч (Хабаровск), Город N (Челябинск), Дети Тьюринга (Минск)
- Жюри: Александр Ревва, Валерий Меладзе, Константин Эрнст, Полина Гагарина, Вадим Галыгин, Юлий Гусман
- Конкурсы: Приветствие, Ситуационная разминка, Музыкальное домашнее задание

| Команда       | Приветствие | Разминка | общий | МДЗ | Итого |
| ------------- | ----------- | -------- | ----- | --- | ----- |
| Уже не дети   | 4,8         | 4,7      | 9,5   | 4,8 | 14,3  |
| Юра           | 4,7         | 4,3      | 9     | 5   | 14    |
| Пал Палыч     | 4,7         | 4,5      | 9,2   | 3,8 | 13    |
| Город N       | 5           | 5        | 10    | 4,8 | 14,8  |
| Дети Тьюринга | 5           | 4,2      | 9,2   | 4,5 | 13,7  |

Результат игры:
1. Город N
2. Уже не дети
3. Юра
4. Дети Тьюринга
5. Пал Палыч

- Эфир этой игры состоялся после эфиров третьей и четвёртой игр 1/8-й финала. Это второй случай показа игр Высшей лиги не в хронологическом порядке. Первый был в 2004 году, хотя в том сезоне не по порядку шли не эфиры, а сами игры, поскольку вторая 1/8-я финала была сыграна до первой, в которой было официальное открытие сезона.
- В домашнем задании команды «Юра» принял участие певец Анатолий Цой. В выступлениях команды «Пал Палыч» были показаны ролики, записанные Михаилом Дегтярёвым.

Третья ⅛ финала
- Дата игры: 22 апреля (эфир: 24 апреля)[22]
- Команды: Михаил Дудиков (Ставрополь), Девчонки (Клин), Сборная молодых учёных (Москва), Северяне (Нягань), G-Drive (Москва)
- Жюри: Александр Ревва, Алла Михеева, Константин Эрнст, Дмитрий Хрусталёв, Вадим Галыгин, Юлий Гусман
- Конкурсы: Приветствие, Ситуационная разминка, Музыкальное домашнее задание

| Команда                | Приветствие | Разминка | общий | МДЗ | Итого |
| ---------------------- | ----------- | -------- | ----- | --- | ----- |
| Михаил Дудиков         | 4,8         | 4,7      | 9,5   | 4,5 | 14    |
| Девчонки               | 5           | 4,3      | 9,3   | 4,2 | 13,5  |
| Сборная молодых учёных | 4,8         | 4        | 8,8   | 4   | 12,8  |
| Северяне               | 5           | 4,2      | 9,2   | 5   | 14,2  |
| G-Drive                | 4,8         | 5        | 9,8   | 5   | 14,8  |

Результат игры:
1. G-Drive
2. Северяне
3. Михаил Дудиков
4. Девчонки
5. Сборная молодых учёных

- Эта игра вышла в эфир раньше второй 1/8-й финала.
- В приветствии «Сборной молодых учёных Росатома» приняла участие Роза Сябитова.
- В приветствии «Северян» выступил Дмитрий Янушкевич, участник предыдущей няганской команды КВН — «Кефир».
- Как и свои предшественники из «Кефира», няганская команда набрала максимальный балл за первый и третий конкурсы своей дебютной игры в Высшей лиге, однако в отличие от «Кефира» не смогла выиграть разминку и уступила первое место.
- В эфире поменяли местами домашние задания команд «G-Drive» и «Михаил Дудиков». На самой игре ставропольцы выступали последними.
- В своём домашнем задании «Северяне» показали «Сказ о том, как Иван-дурак Василису спасал».

Четвёртая ⅛ финала
- Дата игры: 24 апреля (эфир: 2 мая)[23]
- Команды: Улица Плеханова (Москва), Росы (Нижний Новгород), Имени меня (Королёв), Флэш-Рояль (Ростов-на-Дону[комм 1]), Полуостров (Симферополь)
- Жюри: Дмитрий Хрусталёв, Алла Михеева, Константин Эрнст, Пелагея, Вадим Галыгин, Юлий Гусман
- Конкурсы: Приветствие, Ситуационная разминка, Музыкальное домашнее задание

| Команда         | Приветствие | Разминка | общий | МДЗ | Итого |
| --------------- | ----------- | -------- | ----- | --- | ----- |
| Улица Плеханова | 5           | 4,5      | 9,5   | 4   | 13,5  |
| Росы            | 5           | 5        | 10    | 4,7 | 14,7  |
| Имени меня      | 5           | 4,8      | 9,8   | 5   | 14,8  |
| Флэш-Рояль      | 4,7         | 4        | 8,7   | 4   | 12,7  |
| Полуостров      | 4,7         | 4,5      | 9,2   | 4   | 13,2  |

Результат игры:
1. Имени меня
2. Росы
3. Улица Плеханова
4. Полуостров
5. Флэш-Рояль

- Эта игра вышла в эфир раньше второй 1/8-й финала.
- Начиная с сезона 2016 и до 2020 года все действующие чемпионы Премьер-лиги — «Хара Морин», «НАТЕ», «Театр уральского зрителя», «Громокошки» и «Буряты» — останавливались на этапе 1/8-й финала Высшей лиги. Команда «Росы» стала первой с 2015 года, прошедшей в четвертьфинал в своём дебютном сезоне.
- Команда «Полуостров» стала третьей командой-финалистом, вылетевшей в первой игре следующего за финалом сезона, после «Эскадрона гусар» в 1992-м и Сборной Большого московского цирка в 2018-м. На первых этапах также заканчивали сезон финалисты ДГУ (1992; финалисты 1988 и 1990) и Сборная Физтеха (2016; финалисты 2014); в прочих случаях финалисты, проигравшие на первых этапах, добирались в следующий этап.
- Домашние задания команд в эфире были показаны не в том порядке, который был на самой игре. Порядок на игре: «Росы», «Улица Плеханова», «Имени меня», «Флэш-Рояль», «Полуостров»; в эфире: «Флэш-Рояль», «Росы», «Улица Плеханова», «Полуостров», «Имени меня».
- В своём домашнем задании «Имени меня» показали голливудский блокбастер о супергероях «Карл у Клары украл кораллы», основанный на персонажах из скороговорок.
- В приветствии команды «Улица Плеханова» принял участие Михаил Гребенщиков.

Пятая ⅛ финала
- Дата игры: 30 апреля (эфир: 29 мая)[24]
- Команды: Армянская сборная (Москва), Сборная бывших (Тула), Сборная Пермского края (Пермь), Доктор Хаусс (Могилёв), RUDN United (Москва)
- Жюри: Сергей Лазарев, Алла Михеева, Константин Эрнст, Сергей Шнуров, Алексей Ягудин, Юлий Гусман
- Конкурсы: Приветствие, Ситуационная разминка, Музыкальное домашнее задание

| Команда                | Приветствие | Разминка | общий | МДЗ | Итого |
| ---------------------- | ----------- | -------- | ----- | --- | ----- |
| Армянская сборная      | 4,8         | 4,5      | 9,3   | 5   | 14,3  |
| Сборная бывших         | 4,3         | 4,3      | 8,6   | 4,3 | 12,9  |
| Сборная Пермского края | 5           | 5        | 10    | 5   | 15    |
| Доктор Хаусс           | 4           | 4,5      | 8,5   | 5   | 13,5  |
| RUDN United            | 4           | 4        | 8     | 4,7 | 12,7  |

Результат игры:
1. Сборная Пермского края
2. Армянская сборная
3. Доктор Хаусс
4. Сборная бывших
5. RUDN United

- Сборная Пермского края — 23-я команда, набравшая максимум за игру в Высшей лиге. На этой игре они показали домашнее задание по мотивам сказки «Аладдин» и телесериала «Бригада»[25][26].
- В домашнем задании «Сборной бывших» принял участие Александр Олешко.
- «Сборная бывших» получила 4,3 балла за каждый из трех конкурсов.

### Четвертьфиналы
Первый четвертьфинал
- Дата игры: 16 мая (эфир: 5 июня)[27]
- Команды: Семейные штучки (Ростов-на-Дону), Юра (Москва), Имени меня (Королёв), Город N (Челябинск), Неудержимый Джо (Москва)
- Жюри: Александр Ревва, Валдис Пельш, Константин Эрнст, Жанна Бадоева, Вадим Галыгин, Юлий Гусман
- Конкурсы: Приветствие, СТЭМ («Знакомый сюжет»), Биатлон, Музыкальный фристайл

| Команда         | Приветствие | СТЭМ | общий | Биатлон | общий | Муз. фристайл | Итого |
| --------------- | ----------- | ---- | ----- | ------- | ----- | ------------- | ----- |
| Семейные штучки | 4,5         | 3,8  | 8,3   | 0,7     | 9     | 4,7           | 13,7  |
| Юра             | 4,7         | 4,3  | 9     | 0,8     | 9,8   | 4,5           | 14,3  |
| Имени меня      | 4,5         | 5    | 9,5   | 1       | 10,5  | 5             | 15,5  |
| Город N         | 4,7         | 4,2  | 8,9   | 0,6     | 9,5   | 5             | 14,5  |
| Неудержимый Джо | 5           | 4,2  | 9,2   | 0,9     | 10,1  | 5             | 15,1  |

Результат игры:
1. Имени меня
2. Неудержимый Джо
3. Город N
4. Юра
5. Семейные штучки

- В конкурсе СТЭМ были показаны следующие знакомые сюжеты: «Город N» — разведённая пара делит имущество; «Юра» — вечер пятницы в караоке; «Семейные штучки» — прогулка во дворе глазами ребёнка; «Неудержимый Джо» — «Три богатыря»; «Имени меня» — спортивная драма «Игрок в лапту».
- В музыкальном фристайле команды «Юра» приняла участие группа «Отпетые мошенники», во фристайле «Неудержимого Джо» — Андрей Григорьев-Аполлонов.
- Антон Остерников из команды «Город N» и Дмитрий Блохин из команды «Неудержимый Джо» играли вместе в Высшей лиге за читинскую команду «Гураны».

Второй четвертьфинал
- Дата игры: 25 мая (эфир: 2 июля)[28]
- Команды: G-Drive (Москва), Уже не дети (Светлый), Северяне (Нягань), Доктор Хаусс (Могилёв), ИП Бондарев (Надым)
- Жюри: Александр Ревва, Валерий Меладзе, Константин Эрнст, Дмитрий Хрусталёв, Вадим Галыгин, Юлий Гусман
- Конкурсы: Приветствие, СТЭМ («Знакомый сюжет»), Биатлон, Музыкальный фристайл

| Команда      | Приветствие | СТЭМ | общий | Биатлон | общий | Муз. фристайл | Итого |
| ------------ | ----------- | ---- | ----- | ------- | ----- | ------------- | ----- |
| G-Drive      | 5           | 4,5  | 9,5   | 1       | 10,5  | 4,2           | 14,7  |
| Уже не дети  | 4,7         | 4,2  | 8,9   | 0,7     | 9,6   | 4,2           | 13,8  |
| Северяне     | 4,8         | 4,8  | 9,6   | 1       | 10,6  | 4,2           | 14,8  |
| Доктор Хаусс | 4,7         | 4,8  | 9,5   | 0,8     | 10,3  | 4,5           | 14,8  |
| ИП Бондарев  | 4,7         | 4,7  | 9,4   | 0,6     | 10    | 5             | 15    |

Результат игры:
1. ИП Бондарев
2. Северяне; Доктор Хаусс
3. G-Drive
4. Уже не дети

- В конкурсе СТЭМ были показаны следующие знакомые сюжеты: «Уже не дети» — «Волшебник Изумрудного города»; «G-Drive» — «Колобок»; «Северяне» — «Каникулы в Простоквашино»; «Доктор Хаусс» — очень сильный ветер; «ИП Бондарев» — «Нарко».
- Перед последним конкурсом «ИП Бондарев» были на четвёртом, непроходном, месте, но вышли на первое и выиграли игру, благодаря музыкальному фристайлу, в котором показали балет «История малого бизнеса».

Третий четвертьфинал
- Дата игры: 31 мая (эфир: 9 июля)[29]
- Команды: Улица Плеханова (Москва), Армянская сборная (Москва), Сборная Пермского края (Пермь), Росы (Нижний Новгород), Михаил Дудиков (Ставрополь)
- Жюри: Александр Ревва, Валерий Меладзе, Константин Эрнст, Валдис Пельш, Семён Слепаков, Юлий Гусман
- Конкурсы: Приветствие, СТЭМ («Знакомый сюжет»), Биатлон, Музыкальный фристайл

| Команда                | Приветствие | СТЭМ | общий | Биатлон | общий | Муз. фристайл | Итого |
| ---------------------- | ----------- | ---- | ----- | ------- | ----- | ------------- | ----- |
| Улица Плеханова        | 3,8         | 4    | 7,8   | 0,6     | 8,4   | 4             | 12,4  |
| Армянская сборная      | 4           | 4    | 8     | 0,6     | 8,6   | 4,3           | 12,9  |
| Сборная Пермского края | 4,8         | 5    | 9,8   | 0,9     | 10,7  | 5             | 15,7  |
| Росы                   | 4           | 4    | 8     | 0,8     | 8,8   | 4,2           | 13    |
| Михаил Дудиков         | 4,8         | 4    | 8,8   | 0,9     | 9,7   | 4,8           | 14,5  |

Результат игры:
1. Сборная Пермского края
2. Михаил Дудиков
3. Росы
4. Армянская сборная
5. Улица Плеханова

- В конкурсе СТЭМ были показаны следующие знакомые сюжеты: «Улица Плеханова» — «Детективы»; «Михаил Дудиков» — «Секс-миссия»; Сборная Пермского края — «Терминатор»; «Росы» — «Город грехов»; «Армянская сборная» — «Загадочная история Бенджамина Баттона».
- В приветствии и СТЭМе «Армянской сборной» принял участие Сарик Андреасян. В СТЭМе «Улицы Плеханова» участвовал Игорь Лукин из сериала «Детективы». В конкурсе приветствие команда «Михаил Дудиков» выступила вместе с Дмитрием Красиловым (танцор, известный по клипу на песню «UNO» группы «Little Big»).

По окончании третьего четвертьфинала председатель жюри Константин Эрнст предложил добрать в полуфинал три команды, занявшие четвёртые места в своих четвертьфиналах: Юра (первая игра), G-Drive (вторая игра) и Армянская сборная (третья игра), а также добавить ещё одну игру к полуфинальному этапу.

### Полуфиналы
Первый полуфинал
- Дата игры: 8 сентября (эфир: 18 сентября)[30]
- Тема игры: КВН — это игра
- Команды: G-Drive (Москва), Михаил Дудиков (Ставрополь), Имени меня (Королёв), Город N (Челябинск)
- Жюри: Вячеслав Муругов, Валдис Пельш, Алла Михеева, Семён Слепаков, Вадим Галыгин, Юлий Гусман
- Конкурсы: Приветствие, Ситуационная разминка, Музыкальное домашнее задание

| Команда        | Приветствие | Разминка | общий | МДЗ | Итого |
| -------------- | ----------- | -------- | ----- | --- | ----- |
| G-Drive        | 4,2         | 3,5      | 7,7   | 5   | 12,7  |
| Михаил Дудиков | 4           | 4        | 8     | 4,5 | 12,5  |
| Имени меня     | 4,8         | 4,7      | 9,5   | 4,7 | 14,2  |
| Город N        | 4,5         | 4,2      | 8,7   | 4,8 | 13,5  |

Результат игры:
1. Имени меня
2. Город N
3. G-Drive
4. Михаил Дудиков

- На этой игре в выступлениях команд появлялись: Николай Бандурин — в приветствии «G-Drive»; а также Олег Митяев и Евгений Никишин (чемпион Высшей лиги 2002 в составе команды «УЕздный город») — в приветствии команды «Город N».
- В музыкальном домашнем задании команда «Имени меня» показала пародию на фильм «Богемская рапсодия» если бы он был про группу «Отпетые мошенники», «Город N» посвятили конкурс 150-летию Ивана Поддубного, «G-Drive» поставили конкурс по мотивам «Собачьего сердца», а команда «Михаил Дудиков» показала выступление в стиле фильма «День сурка», в котором всё начинается заново после песни «Третье сентября». За команду должен был выступить Михаил Шуфутинский, но он отказался в последний момент.

Второй полуфинал
- Дата игры: 15 сентября (эфир: 2 октября)[31]
- Тема игры: КВН — это школа
- Команды: Сборная Пермского края (Пермь), Юра (Москва), Доктор Хаусс (Могилёв), Северяне (Нягань)
- Жюри: Вячеслав Муругов, Светлана Лобода, Константин Эрнст, Никита Нагорный, Алла Михеева, Юлий Гусман
- Конкурсы: Приветствие, Ситуационная разминка, Музыкальное домашнее задание

| Команда                | Приветствие | Разминка | общий | МДЗ | Итого |
| ---------------------- | ----------- | -------- | ----- | --- | ----- |
| Сборная Пермского края | 4,8         | 5        | 9,8   | 5   | 14,8  |
| Юра                    | 4,2         | 4,3      | 8,5   | 4,8 | 13,3  |
| Доктор Хаусс           | 5           | 4,5      | 9,5   | 4,8 | 14,3  |
| Северяне               | 4,8         | 4,7      | 9,5   | 4,5 | 14    |

Результат игры:
1. Сборная Пермского края
2. Доктор Хаусс
3. Северяне
4. Юра

- Второй раз за сезон «Первый канал» показал игры не по порядку. Второй полуфинал вышел в эфир после третьего[32]. Причина переноса эфира — инцидент в Пермском государственном университете и траур, объявленный в Перми.
- В приветствии команды «Юра» принял участие Георгий Черданцев. В приветствии команды «Доктор Хаусс» сыграли Кай Метов и Михаил Гребенщиков.

Третий полуфинал
- Дата игры: 22 сентября (эфир: 25 сентября)[33]
- Тема игры: КВН — это искусство
- Команды: Росы (Нижний Новгород), Армянская сборная (Москва), ИП Бондарев (Надым), Неудержимый Джо (Москва)
- Жюри: Сангаджи Тарбаев, Пелагея, Константин Эрнст, Алла Михеева, Александр Ревва, Юлий Гусман
- Конкурсы: Приветствие, Ситуационная разминка, Музыкальное домашнее задание

| Команда           | Приветствие | Разминка | общий | МДЗ | Итого |
| ----------------- | ----------- | -------- | ----- | --- | ----- |
| Росы              | 4,8         | 4        | 8,8   | 4,8 | 13,6  |
| Армянская сборная | 4,5         | 4        | 8,5   | 4,2 | 12,7  |
| ИП Бондарев       | 4,7         | 4,3      | 9     | 4,7 | 13,7  |
| Неудержимый Джо   | 5           | 5        | 10    | 4,7 | 14,7  |

Результат игры:
1. Неудержимый Джо
2. ИП Бондарев
3. Росы
4. Армянская сборная

- В финал прошли победители трёх игр. Остальные команды приглашены на утешительный полуфинал, который состоится в рамках Кубка мэра Москвы.
- В приветствии «Армянской сборной» был показан клип, в котором снялись КВНщики армяне Гарик Мартиросян («Новые армяне»), Ашот Кещян (РУДН), Давид Мурадян (Сборная Пятигорска) и Наталья Еприкян («Мегаполис»), а также Сарик Андреасян и Дмитрий Харатьян.
- В приветствии команды «Росы» принял участие заместитель губернатора Нижегородской области Давид Мелик-Гусейнов.
- В приветствии и в конкурсе «Ситуация» команды «ИП Бондарев» принял участие КВНщик Алексей Кривеня («Русская дорога»).

Четвёртый (утешительный) полуфинал (в рамках Кубка мэра Москвы)
Дата игры: 27 октября (эфир: 4 ноября)
Жюри: Максим Ликсутов, Вячеслав Муругов, Пелагея, Константин Эрнст, Никита Нагорный, Ксения Разуваева, Юлий Гусман
Кубок мэра Москвы 2021 не проводился, как обычно, в рамках Спецпроекта, а являлся отдельным мероприятием. В рамках игры разыгрывались места в сезоне 2022, среди участников Кубка Тавриды, и в финале сезона 2021, среди проигравших полуфиналистов.
Блок Тавриды:
- Красный лис (Владивосток) — команда из Высшей лиги и Международной лиги 2021
- 2х2 (Самара) — команда из Первой лиги 2021
- Поэтессы (Санкт-Петербург) — команда из Премьер-лиги 2021

Блок Высшей лиги:
- Юра (Москва)
- Северяне (Нягань)
- Армянская сборная (Москва)
- Росы (Нижний Новгород)
- ИП Бондарев (Надым)
- Доктор Хаусс (Могилёв)
- Город N (Челябинск)

Решением жюри, первыми командами Высшей лиги 2022 стали Красный лис и Поэтессы. Кубок мэра Москвы получила команда Юра. Также в финал добором проходит и команда Доктор Хаусс.
- Помимо десяти команд основной программы, в качестве гостей выступили действующие обладатели кубка — «Полуостров» (Симферополь).
- В утешительном полуфинале сыграли семь из девяти проигравших полуфиналистов. От игры отказались только команды «G-Drive» и «Михаил Дудиков».
- В выступлении «Северян» приняла участие команда «Борцы», а команде «Доктор Хаусс» помогали участники Сборной Пермского края.
- За команду «Город N» выступили приглашённые звёзды Анатолий Вассерман, Надежда Бабкина, Юрий Куклачёв, Алексей Гоман и Александр Морозов.

### Финал
- Дата игры: 18 декабря (эфир: 2 января 2022)[35]
- Тема игры: КВН — это маленькая жизнь
- Команды: Доктор Хаусс (Могилёв), Юра (Москва), Неудержимый Джо (Москва), Имени меня (Королёв), Сборная Пермского края (Пермь)
- Жюри: Дмитрий Нагиев, Константин Хабенский, Светлана Лобода, Константин Эрнст, Татьяна Навка, Пелагея, Юлий Гусман
- Конкурсы: Приветствие, Музыкальный фристайл

| Команда                | Приветствие | Муз. фристайл | Итого |
| ---------------------- | ----------- | ------------- | ----- |
| Доктор Хаусс           | 5,3         | 5,7           | 11    |
| Юра                    | 5,3         | 5,1           | 10,4  |
| Неудержимый Джо        | 5,7         | 5,7           | 11,4  |
| Имени меня             | 5,6         | 5,6           | 11,2  |
| Сборная Пермского края | 5,4         | 6             | 11,4  |

Результат игры:
1. Неудержимый Джо; Сборная Пермского края
2. Имени меня
3. Доктор Хаусс
4. Юра

Чемпионами сезона 2021 стали Сборная Пермского края и «Неудержимый Джо».
- Эта игра прошла в «Крокус Сити Холл».
- Сезон 2021 — восьмой, в котором чемпионами стали дебютанты, и всего лишь второй в XXI веке, после сезона 2005.
- Впервые чемпионами Высшей лиги стали сразу два дебютанта. К тому же, для обоих чемпионов этот сезон был не только первым в Высшей лиге, но и вообще единственным, поскольку Сборная Пермского края и «Неудержимый Джо» были сформированы специально для участия в сезоне Высшей лиги 2021 перед сочинским фестивалем.
- «Сборная Пермского края» — одиннадцатая команда, занявшая первые места во всех играх чемпионского сезона.
- Впервые два сезона Высшей лиги подряд закончились двойным чемпионством.
- В этом финале было только два конкурса, но максимум за них был 6 баллов, а не 5.
- В музыкальном фристайле команды «Неудержимый Джо» приняла участие группа «SOPRANO».
- Это шестой финал подряд, в котором чемпионом стала команда, не закрывавшая игру. Начиная с сезона 2016, команды, выступившие последними в финальном конкурсе, стали чемпионами три раза, и чемпионство не было единоличным. В 2016 году команда «Азия MIX» закрывала игру лишь в эфире, в то время, как на самом деле выступила предпоследней; в 2018-м, 2020-м и 2021 годах команда, закрывшая финал, разделила чемпионство с другой командой; в сезонах 2017 и 2019 команды, выступившие последними, не стали чемпионами.

## Члены жюри
В сезоне 2021 игры Высшей лиги КВН судили 25 человек.
13 игр
- Юлий Гусман

12 игр
- Константин Эрнст

7 игр
- Александр Ревва

6 игр
- Вадим Галыгин
- Алла Михеева

4 игры
- Валерий Меладзе
- Пелагея
- Дмитрий Хрусталёв

3 игры
- Вячеслав Муругов
- Валдис Пельш

2 игры
- Светлана Лобода
- Никита Нагорный
- Семён Слепаков

1 игра
- Жанна Бадоева
- Ольга Бузова
- Полина Гагарина
- Сергей Лазарев
- Максим Ликсутов
- Татьяна Навка
- Дмитрий Нагиев
- Ксения Разуваева
- Сангаджи Тарбаев
- Константин Хабенский
- Сергей Шнуров
- Алексей Ягудин